# A143 (motorväg, Tyskland)
A143 är en motorväg i östra Tyskland.

## Trafikplatser
|  | Nr | Skyltning                                     |
|  | 1  | Halle-Nord (T-Korsning, planerad) E 49        |
|  |    | Tunnel Porphyrkuppen (250 m, planerad)        |
|  |    | Saalequerung Salzmünde (958 m, planerad)      |
|  |    | Tunnel (207 m, planerad)                      |
|  | 2  | Salzmünde (Planerad)                          |
|  |    | Talbrücke Benkendorfer Bach (250 m, planerad) |
|  |    | (Planerad)                                    |
|  | 3  | Halle-Neustadt                                |
|  |    | Pappelgrund                                   |
|  | 4  | Teutschenthal                                 |
|  | 5  | Holleben                                      |
|  | 6  | Halle-Süd (T-Korsning)                        |